# Chatham Cup
Chatham Cup – nowozelandzkie rozgrywki pucharowe w piłce nożnej, rozgrywane od 1923 roku. Najbardziej utytułowaną drużyną w historii rozgrywek, jest drużyna University-Mount Wellington, która aż siedmiokrotnie zdobywała puchar Chatham Cup.

## Zdobywcy Chatham Cup

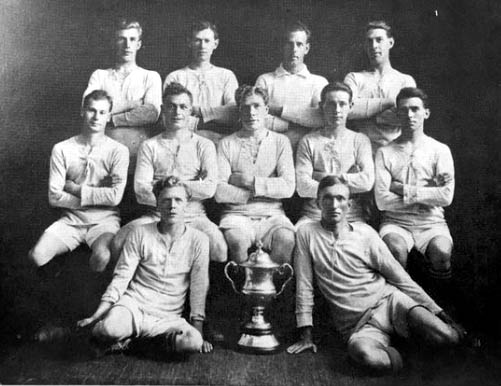
Drużyna Seacliff AFC, zdobywca pucharu Chatham Cup w 1923 roku

| - 1923 – Seacliff AFC - 1924 – Auckland Harbour Board - 1925 – Wellington YMCA - 1926 – Sunnyside - 1927 – Ponsonby AFC - 1928 – Petone Soccer Club - 1929 – Tramways - 1930 – Petone Soccer Club - 1931 – Tramurewa - 1932 – Wellington Marist - 1933 – Ponsonby - 1934 – Auckland Thistle - 1935 – Hospital AFC - 1936 – Western A.F.C. - 1937 – nierozgrywane - 1938 – Waterside - 1939 – Waterside - 1940 – Waterside - 1941 – nierozgrywane - 1942 – nierozgrywane - 1943 – nierozgrywane - 1944 – nierozgrywane - 1945 – Western A.F.C. - 1946 – Wellington Marist - 1947 – Waterside - 1948 – Christchurch Technical Old Boys - 1949 – Petone Soccer Club - 1950 – Eden - 1951 – Eastern Suburbs AFC - 1952 – North Shore United i Western A.F.C. - 1953 – Eastern Suburbs AFC - 1954 – Onehunga-Mangere United - 1955 – Western A.F.C. - 1956 – Stop Out - 1957 – Seatoun - 1958 – Seatoun - 1959 – Northern - 1960 – North Shore United - 1961 – Northern - 1962 – Hamilton Technical Old Boys - 1963 – North Shore United - 1964 – Mount Roskill - 1965 – Eastern Suburbs AFC - 1966 – Miramar Rangers - 1967 – North Shore United - 1968 – Eastern Suburbs AFC - 1969 – Eastern Suburbs AFC - 1970 – Blockhouse Bay - 1971 – Western Suburbs |  | - 1972 – Christchurch United - 1973 – Mount Wellington - 1974 – Christchurch United - 1975 – Christchurch United - 1976 – Christchurch United - 1977 – Nelson United - 1978 – Manurewa AFC - 1979 – North Shore United - 1980 – Mount Wellington - 1981 – Dunedin City - 1982 – Mount Wellington - 1983 – Mount Wellington - 1984 – Manurewa AFC - 1985 – Napier City Rovers - 1986 – North Shore United - 1987 – Gisborne City - 1988 – Waikato United - 1989 – Christchurch United - 1990 – Mount Wellington - 1991 – Christchurch United - 1992 – Miramar Rangers - 1993 – Napier City Rovers - 1994 – Waitakere City - 1995 – Waitakere City - 1996 – Waitakere City - 1997 – Central United - 1998 – Central United - 1999 – Dunedin Technical - 2000 – Napier City Rovers - 2001 – University-Mount Wellington - 2002 – Napier City Rovers - 2003 – University-Mount Wellington - 2004 – Miramar Rangers - 2005 – Central United - 2006 – Western Suburbs - 2007 – Central United - 2008 – East Coast Bays AFC - 2009 – Wellington Olympic AFC - 2010 – Miramar Rangers - 2011 – Wairarapa United - 2012 – Central United - 2013 – Cashmere Technical - 2014 – Cashmere Technical - 2015 – Eastern Suburbs AFC - 2016 – Birkenhead United - 2017 – Onehunga Sports - 2018 – Birkenhead United - 2019 – Napier City Rovers |

Źródło: Ultimatenzsoccer.com